# Emmanuel Osei Kuffour
Emmanuel Osei Kuffour (6 de abril de 1976) é um ex-futebolista profissional ganês que atuava como meia.

## Carreira
Emmanuel Osei Kuffour representou a Seleção Ganesa de Futebol nas Olimpíadas de 1996.